# 蒙蒂尼亚克 (上比利牛斯省)
蒙蒂尼亚克（法語：Montignac，法語發音：[mɔ̃tiɲak]）是法国上比利牛斯省的一个市镇，位于该省中部偏西北，属于塔布区。

## 地理
蒙蒂尼亚克（43°11'3"N, 0°9'0"E）面积1.07 平方千米，位于法国奧克西塔尼大區上比利牛斯省，该省份为法国西南部内陆省份，北至热尔省，西接大西洋比利牛斯省，南与西班牙接壤，东临上加龙省。
与蒙蒂尼亚克接壤的市镇（或旧市镇、城区）包括：昂戈、阿列、巴尔巴藏代叙、弗雷舒弗雷谢、马斯卡拉。

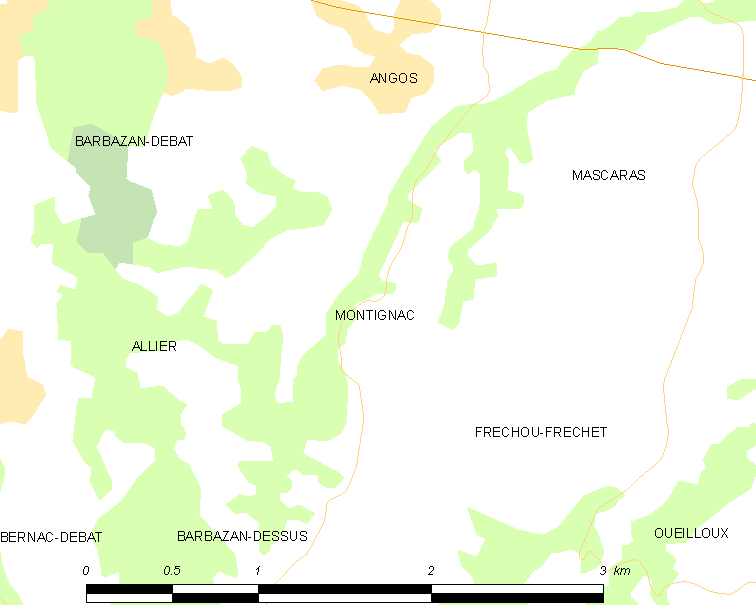
的OSM定位图

蒙蒂尼亚克的时区为UTC+01:00、UTC+02:00（夏令时）。

## 行政
蒙蒂尼亚克的邮政编码为65690，INSEE市镇编码为65321。

## 政治
蒙蒂尼亚克所属的省级选区为中阿杜尔县。

## 人口

1962-2008年间人口变化图示

蒙蒂尼亚克于2022年1月1日时的人口数量为136人。